# Leptomantella pluvisilvae
Leptomantella pluvisilvae är en bönsyrseart som beskrevs av Henry 1931. Leptomantella pluvisilvae ingår i släktet Leptomantella och familjen Tarachodidae. Inga underarter finns listade i Catalogue of Life.